# Ведущие научные центры Ирана
Ведущий научный центр  — это статус, присваиваемый Министерством науки, исследований и технологий Ирана любой научной группе, деятельность которой в области образования, исследований или международного научного сотрудничества является значимой и соответствует высоким научным стандартам.

## Общие сведенья
Та или иная структура считается отделением ведущего научного центра, если она состоит из штатных сотрудников, работающих в одном учреждении, и, обладая преимуществом в определённой специализированной области, сосредотачивается на реализации части общей программы НИОКР.
В соответствии со стратегиями реализации 3—5 планов экономического, социального и культурного развития ИРИ в сфере образования с 2000 г. по настоящее время ведущие научные центры были созданы в три этапа и действуют на основании утверждённых уставов.
Ведущий научный центр представляет собой группу штатных научных сотрудников одного или нескольких учреждений, которые в качестве отделений центра работают над реализацией программы, соответствующей срокам исполнения 5-летнего плана развития страны [2].

## Задачи ведущего научного центра
- расширение границ знания и технологий с целью повышения научного статуса страны;
- создание условий для коллективной деятельности, формирование научно-технологических сетей;
- получение статуса образцового научно-исследовательского учреждения в своей области;
- консультирование и выработка решений в сфере научного планирования и реализации научных программ;
- создание необходимых условий для участия ведущих научных центров в производстве знания и развитии технологий на национальном и международном уровнях;
- развитие междисциплинарных исследований и производство знания внутри страны.

## Официально утверждённые ведущие научные центры
Совет по ведущим научным центрам в течение трёх этапов формирования и работы подобных учреждений причислил к данной категории более 69 научных групп):
- 26 из них относятся к направлению «техника и инженерия» (медицинская инженерия, механика, электрика, материаловедение, благоустройство, химия, текстильная промышленность, горное дело, мехатроника и подводные технологии);
- 12 — к направлению «фундаментальные науки» (статистика, математика, химия, геология, биология, физика);
- 19 — к направлению «сельское хозяйство и ветеринария» (ирригация и благоустройство, садоводство, ветеринария, селекция растений, фитопатология, почвоведение, животноводство);
- 12 — к направлению «гуманитарные науки и искусство» (персидская литература, экономика, география, право, архитектура и градостроительство).

## Примеры ведущих научных центров Ирана
- Факультет электротехники Технологического университета Амира Кабира — ведущий научный центр в области систем высокочастотной радиосвязи;
- Факультет электротехники Технологического университета Амира Кабира — ведущий научный центр в области систем контроля и робототехники;
- Факультет химической технологии Технологического университета Амира Кабира — ведущий научный центр в области нефтехимии;
- Факультет авиакосмических технологий Технологического университета Амира Кабира — ведущий научный центр в области вычислительной авиакосмической технологии;
- Физический факультет Технологического университета им. Шарифа — ведущий научный центр в области физики;
- Юридический факультет Университета им. Шахида Бехешти — ведущий научный центр в области права;
- Факультет картографии Тегеранского университета — ведущий научный центр в области картографии и борьбы со стихийными бедствиями;
- Факультет инженерной механики Технологического университета им. Насир ад-Дина Туси — ведущий научный центр в области систем контроля и робототехники;
- Группа персидского языка и литературы факультета литературы и гуманитарных наук Ширазского университета — ведущий научный центр в области культуры и литературы Фарси;
- Факультет строительной инженерии Научно-технологического университета — ведущий научный центр фундаментальных исследований в области строительной инженерии.